# C★NOVELS大賞
C★NOVELS大賞は、中央公論新社のC★NOVELSで募集されている新人賞である。受賞作品は毎年7月に刊行される。
枚数は、40字×40行の用紙で90枚以上120枚まで。プロ・アマは問わない。大賞の賞金は100万円。選考はC★NOVELSファンタジア編集部が行う。

## 受賞作一覧
第1回（2005年）
- 大賞 藤原瑞記『光降る精霊の森』（2005年7月） - 受賞時タイトル『光を生む森へ』
- 特別賞 内田響子『聖者の異端書』（2005年7月）

第2回（2006年）
- 大賞 多崎礼『煌夜祭』（2006年7月） - 多謝岐礼『夜語り』より改名改題
- 特別賞 九条菜月『ヴェアヴォルフ(人狼) オルデンベルク探偵事務所録』（2006年7月） - 九条菖蒲『ライカンスロープ』より改名改題

第3回（2007年）
- 大賞 なし
- 特別賞 海原育人『ドラゴンキラーあります』（2007年7月）
- 特別賞 篠月美弥『契火の末裔』（2007年7月） - 深水春多『水天使』より改名改題

第4回（2008年）
- 大賞 夏目翠『翡翠の封印』（2008年7月） - 槇和泉『王妃微笑』より改名改題
- 特別賞 木下祥『マルゴの調停人』（2008年7月） - 入庭園子『B.A.（ぶえのす　あいれす）コンフィデンシャル』より改名改題
- 特別賞 天堂里砂『紺碧のサリフィーラ』（2008年7月） - さとみ桜『紺碧のパラディーゾ』より改名改題

第5回（2009年）
- 大賞 葦原青『遥かなる虹の大地 架橋技師伝』（2009年7月） - 氷川青『PONTIFEX』より改名改題
- 特別賞 涼原みなと『赤の円環(トーラス)』（2009年7月） - 受賞時タイトル『《赤色棚》考』

第6回（2010年）
- 大賞 黒川裕子『四界物語１ 金翅のファティオータ』- 吾火裕子『吟遊翅ファティオータ』より改名改題
- 特別賞 片倉一『風の島の竜使い』- 片倉弓弦『翼の末裔』より改名改題

第7回（2011年）
- 大賞 なし
- 特別賞 あやめゆう『RINGADAWN 妖精姫と灰色狼』- 受賞時タイトル『フェアリーエッジ』
- 特別賞 尾白未果『災獣たちの楽土１雷獅子の守り』- 受賞時タイトル『雷獅子昇伝』

第8回（2011年）
- 大賞 なし
- 特別賞 なし
- 佳作 岡野めぐみ『私は歌い、亡き王は踊る』
- 佳作 鹿屋めじろ『放課後レクイエム――真名事件調査記録』 - 桜井こゆび『無明の果て』より改名改題

第9回（2012年）
- 大賞 なし
- 特別賞 戒能靖十郎『英雄《竜殺し》の終焉』- 受賞時ペンネーム卯薙靖十郎
- 特別賞 沙藤菫『彷徨う勇者　魔王に花』 - 鈴樹すみれ『貴方の首にくちづけを』より改名改題

第10回（2013年）
- 大賞 松葉屋なつみ『歌う峰のアリエス』
- 特別賞･読者賞 和多月かい『世界融合でウチの会社がブラックに!?』- 受賞時タイトル『世界融合でウチの会社がブラックになった件について』
- 特別賞 王城夕紀『天盆』- 王城夕輝『天の眷族』より改名改題

第11回（2014年）
- 大賞 なし
- 特別賞 夏橋渡『絵画魔術師トルフカ・ミットの旅路』

以下未刊行
- 奨励賞 及川早月『よすが横丁修理店　―迷子の持ち主、お探しします―』
- 奨励賞 くれや一空『黄金の蛇と古の兄弟』